# Kapitalet i tjugoförsta århundradet

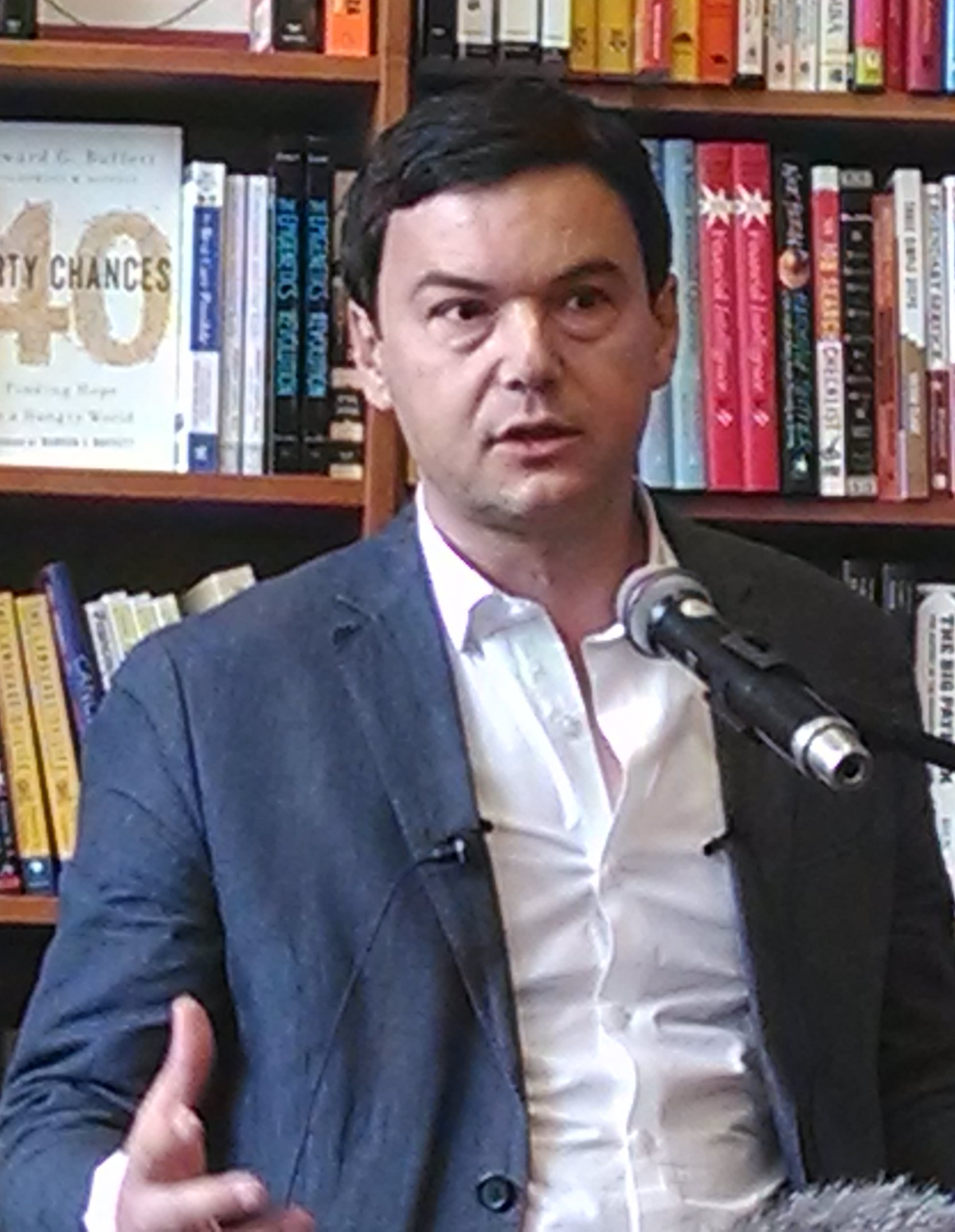
Författaren Thomas Piketty.

Kapitalet i tjugoförsta århundradet (originaltitel: Le Capital au XXIe siècle) är ett verk från 2013 av den franske nationalekonomen Thomas Piketty. Boken ställer tematiskt upp grundläggande frågor om kapitalet, och om förmögenhets- och inkomstfördelningen. Förändringar i förmögenhets- och inkomstfördelning sedan 1700-talet undersöks. Piketty fastslår därvid att förmögenhetskoncentrationen tydligt ökat i industrinationerna sedan mitten av 1900-talet och att en tilltagande ojämlikhet hör ihop med kapitalism och att en okontrollerad ökning i ojämlikhet hotar demokrati och näringsliv.

## Innehåll

### Utgångspunkt
Piketty utarbetar en grundläggande teori om kapitalismen som förbinder teorin om tillväxt i näringslivet och inkomstfördelning. Hans kärntes är att ojämlikhet inte är något tillfälligt, utan en nödvändig del av kapitalismen. Ett övermått av ojämlikhet i ett kapitalistiskt näringsliv kan därmed bara lösas genom inskränkningar i kapitalismen. Reformeras inte en överdriven kapitalism, äventyras den demokratiska grunden .

### Orsaker till ojämlikhet
Piketty anger två huvudorsaker till den ökande ojämlikheten.
1. Höginkomsttagare (till exempel verkställande direktörer) har utnyttjat sin makt till att skaffa sig själva höga inkomster. Tvärt emot vad som mestadels påstås motsvarar inte den relativt höga inkomsten en högre produktiv insats.
2. Inkomst av kapital växer i kapitalismen som regel procentuellt mer än den samlade ekonomiska tillväxten.

- Den av (1) resulterade ojämlikheten präglar den offentliga debatten.
- Den av (2) resulterade håller Piketty emellertid för viktigare. Han uttrycker den med följande formel:

{\displaystyle r>g}
{\displaystyle r} = kapitalavkastning (return), {\displaystyle g} = tillväxt (growth), det vill säga vad som intjänas gemensamt. Närhelst {\displaystyle r} växer mer än {\displaystyle g} tilltar ojämlikheten. Att detta förhållande gäller över hela världen sedan flera årtionden är mycket tydligt.

### Anknytningar till historiska analyser
Med temat ”systembetingad ökad ojämlikhet i kapitalismen” anknyter Piketty till analyser av Thomas Malthus, David Ricardo och Karl Marx. Malthus såg överbefolkningen som de underprivilegierades huvudproblem, Ricardo motsättningen mellan jordägare och jordlösa och Marx motsättningen mellan kapitalägare och arbetare.
Dessa analyser visar sig inte helt träffa rätt, då de underskattar teknologiska framsteg med omfattande välfärdsökningar som möjliggör en motvikt till förmögenhetskoncentrationen. De torde dock ha diskuterat kärnfrågan. 
Marx må felaktigt ha förutspått att förmögenhetskoncentrationen oundvikligen skulle bli så hög att den skulle leda till själva kapitalismens fall, men Piketty menar att han åtminstone ställde rätt fråga till sin tid.
Mellan 1930 och 1975 förändrades trenden med ökande ojämlikhet i kapitalismen genom några ovanliga omständigheter: andra världskriget, den stora depressionen och medföljande recession förintade stora förmögenheter, i synnerhet den finansiella elitens.
Simon Kuznets slutsats om denna utveckling, att ”en ökande ojämlikhet bara var ett problem i den tidiga kapitalismen och (a) konkurrens, (b) innovation och (c) en fri marknad har stävjat detta”, håller Piketty för osann under normala omständigheter.
"Det finns ingen fundamental anledning till varför vi skall tro att tillväxten automatiskt balanseras... Alltför länge har nationalekonomer negligerat förmögenhetsfördelningen, delvis på grund av Kuznets optimistiska slutsatser och delvis på grund av den nationalekonomiska professionens ogrundade entusiasm inför förenklade matematiska modeller..."
Efter 1975 har ojämlikheten ökat och den kapitalistiska världsmarknaden har bragt ”den patrimoniala kapitalismen tillbaka. I denna ”patrimoniala kapitalism” domineras ekonomin av ärvda förmögenheter och följden blir oligarki.
Klassgrupperingar, som härskar med stark förmögenhetskoncentration av anhopat kapital, illustrerar Piketty med hjälp av Balzacs, Jane Austens  och Henry James romaner.

### Möjliga följder av ökande ojämlikhet
Piketty pekar på att ojämlikhet hotar såväl demokratin som den ekonomiska samhällsgrund på vilken demokrati vilar, då förmögenhetskoncentrationen medför maktkoncentration och minskar delaktigheten i samhällslivet hos den stora majoriteten.
Samhällets ekonomiska grund hotas, menar han, då liten tillväxt råder med ökade inkomstskillnader och förmögenhetsfördelning. Teknologiska framsteg torde inte återkalla 1900-talets tillväxt.
Som förslag på lösning diskuterar Piketty en årlig, progressiv förmögenhetsskatt om upp till 2 % tillsammans med en starkt progressiv inkomstskatt om upp till 80 %.

### Dataunderlag
Empiriskt stödjer sig Piketty på omfångsrika undersökningar om förmögenhets- och inkomstkoncentration från över 27 länder, som han genomfört tillsammans med bland andra Anthony Atkinson, Emmanuel Saez och Facundo Alvaredo och utmynnat i en redovisning: World Top Incomes Database.

## Mottagande
Kapitalet i tjugoförsta århundradet recenserades positivt av många. Paul Krugman, mottagare av Sveriges Riksbanks pris i ekonomisk vetenskap, hävdade i mars 2014 i New York Times att den "kommer att bli den mest betydelsefulla nationalekonomiska boken för hela året — kanske för hela årtiondet." Branko Milonevic vid Världsbanken betecknade boken som ”en av vattendelarna inom det ekonomiska tänkandet".. Steven Pearlstein förklarade i Washington Post att den trots sina brister är "intellektuell styrkedemonstration och en ekonomisk historisk triumf över det teoretiska och matematiska modellbyggande som dominerat inom den nationalekonomiska professionen på senare år."
Marxkännaren David Harvey prisar boken för att tillintetgöra ”den vittspridda åsikten att den fria marknadens kapitalism sprider välstånd kring sig  och att den utgör det stora bålverket för försvaret av individens frihet och obundenhet”. Han är dock starkt kritisk mot Piketty i många avseenden, främst för hans ”feltagna definition av 'kapital', som Harvey beskriver som ”en process, inte ett ting, … en cirkulationsprocess i vilken pengar används för att skapa mera pengar, ofta, men inte uteslutande, genom att exploatera arbetskraft. Piketty definierar kapital som de samlade tillgångar som innehas av enskilda individer, bolag eller regeringar att användas i marknadsutbytet oavsett om dessa tillgångar går att nyttja eller inte.” Harvey hävdar vidare att Pikettys ”förslag beträffande botemedlen för ojämlikheten är naiva eller rent av utopiska. Och han har förvisso inte frambringat någon fungerande modell för kapitalet i 21:a århundradet. För detta behöver vi alltjämt Marx eller dennes moderna motsvarighet.”

## Utgåvor
- Le Capital au XXIe siècle, Le Seuil, Paris 2013, ISBN 9782021082289

- Capital in the Twenty-First Century, Harvard University Press, 2014, ISBN 978-0674430006 [9]

- Förlaget Volante gav i juni 2014 ut en sammanfattning av boken och en analys av de svenska förhållandena, skriven av nationalekonomen Jesper Roine. Roine har tillsammans med Daniel Waldenström varit den som bidragit med data för Sverige till Word Top Incomes Database, från vilken mycket av det empiriska materialet till Kapitalet i tjugoförsta århundradet är hämtat.[10]

- Kapitalet i tjugoförsta århundradet, Karneval förlag, 2015. ISBN 9789187207358